# Marek Šindelka
Marek Šindelka (* 1984 Polička) je český spisovatel a scenárista, držitel Ceny Jiřího Ortena, dvou cen Magnesia Litera za prózu a Českého lva za scénář filmu Okupace.

## Život
Studoval kulturologii na Filozofické fakultě UK v Praze a scenáristiku na pražské FAMU, kde navázal doktorským studiem.
Za básnickou prvotinu Strychnin a jiné básně (Paseka, 2005), kterou napsal jako dvacetiletý, mu byla udělena Cena Jiřího Ortena. V roce 2008 mu v nakladatelství Pistorius & Olšanská vyšel román s názvem Chyba o překupníkovi, který si do těla zasadí vzácnou rostlinu, aby ji mohl propašovat kupci. Následovala kniha povídek Zůstaňte s námi, vydaná v roce 2011, a po ní další povídková sbírka Mapa Anny v roce 2014.
Za povídkovou knihu Zůstaňte s námi obdržel cenu Magnesia Litera 2012 v kategorii prózy a v téže kategorii bodoval o čtyři roky později také s knihou Únava materiálu, inspirovanou osudy běženců.
Publikoval i v časopisech Souvislosti, A2 a Host.

## Dílo
- Strychnin a jiné básně (2005, ISBN 80-7185-772-6, Cena Jiřího Ortena 2006)
- Chyba (2008, ISBN 978-80-87053-18-8)
- Zůstaňte s námi (2011, Odeon) – Litera za prózu
- Mapa Anny (2014, Odeon)
- Únava materiálu (2016, Odeon) – Litera za prózu
- Feminista (2023) – divadelní hra

Dvě povídky, které se později staly součástí sbírky Mapa Anny, vyšly napřed časopisecky. V literární příloze Respektu 17. prosince 2012 vyšla povídka Představení začíná, v Lidových novinách 10. srpna 2013 vyšla povídka Kopie.